# 화초 기생
"화초 기생"은 1968년 공개된 대한민국의 영화이다.

## 배역
- 윤정희
- 오영일
- 김효진
- 도금봉
- 김동원
- 김순철
- 정민
- 한은진
- 박병호
- 유계선
- 김신재
- 김정훈
- 장인한
- 김기범
- 박광진
- 임해림
- 최연희
- 라정옥
- 주일몽
- 임영자
- 김수천
- 임예심
- 최일